# Alan Pulido
Alan Pulido Izaguirre (Ciudad Victoria, 8 maart 1990) is een Mexicaans voetballer die doorgaans als aanvaller speelt. Hij verruilde Olympiakos Piraeus in augustus 2016 voor CD Guadalajara. Pulido debuteerde in 2014 in het Mexicaans voetbalelftal .

## Clubcarrière
Alan Pulido maakte zijn debuut in het Mexicaanse voetbal op 27 februari 2010 voor Club Tigres tegen Monarcas Morelia. Pas op 13 april van dit jaar maakte hij zijn eerste doelpunt voor zijn club in de wedstrijd tegen CF Pachuca. Begin 2015 ging hij voor Levadiakos in Griekenland spelen en een half jaar later werd hij gecontracteerd door Olympiakos Piraeus. Hij maakte zijn eerste competitiedoelpunt in dienst van zijn nieuwe club tegen Skoda Xanthi op 23 januari 2016.

## Interlandcarrière
Alan Pulido speelde met de nationale jeugdploeg van Mexico mee op het Toulon Espoirs-toernooi in 2012 en door een doelpunt van zijn voet wist het elftal het toernooi te winnen. Op 23 januari 2014 werd Pulido voor het eerst opgeroepen voor het Mexicaans voetbalelftal . Zes dagen later maakte hij zijn debuut in de wedstrijd tegen Zuid-Korea en wist direct een hattrick te scoren. Op 9 mei 2014 werd Pulido ook geselecteerd om met Mexico mee te gaan naar het wereldkampioenschap voetbal 2014 in Brazilië. Hij speelde echter geen enkele wedstrijd.

## Persoonlijk
Op zaterdag 28 mei 2016 werd Alan Pulido in de stad Tamaulipas in Mexico door aantal gewapende mannen gekidnapt. Een dag later heeft hij zich zelf bevrijd.

## Erelijst
Club Tigres
- SuperLiga

2009
- Primera División

Apertura 2011
- Copa MX

Clausura 2014
 Olympiakos
- Super League

2015/16